# Västra Hjoggböle
Västra Hjoggböle är en småort i Bureå socken i Skellefteå kommun. Orten ligger väster om Hjoggböleträsket med Östra Hjoggböle på andra sidan sjön